# François Maher Presley

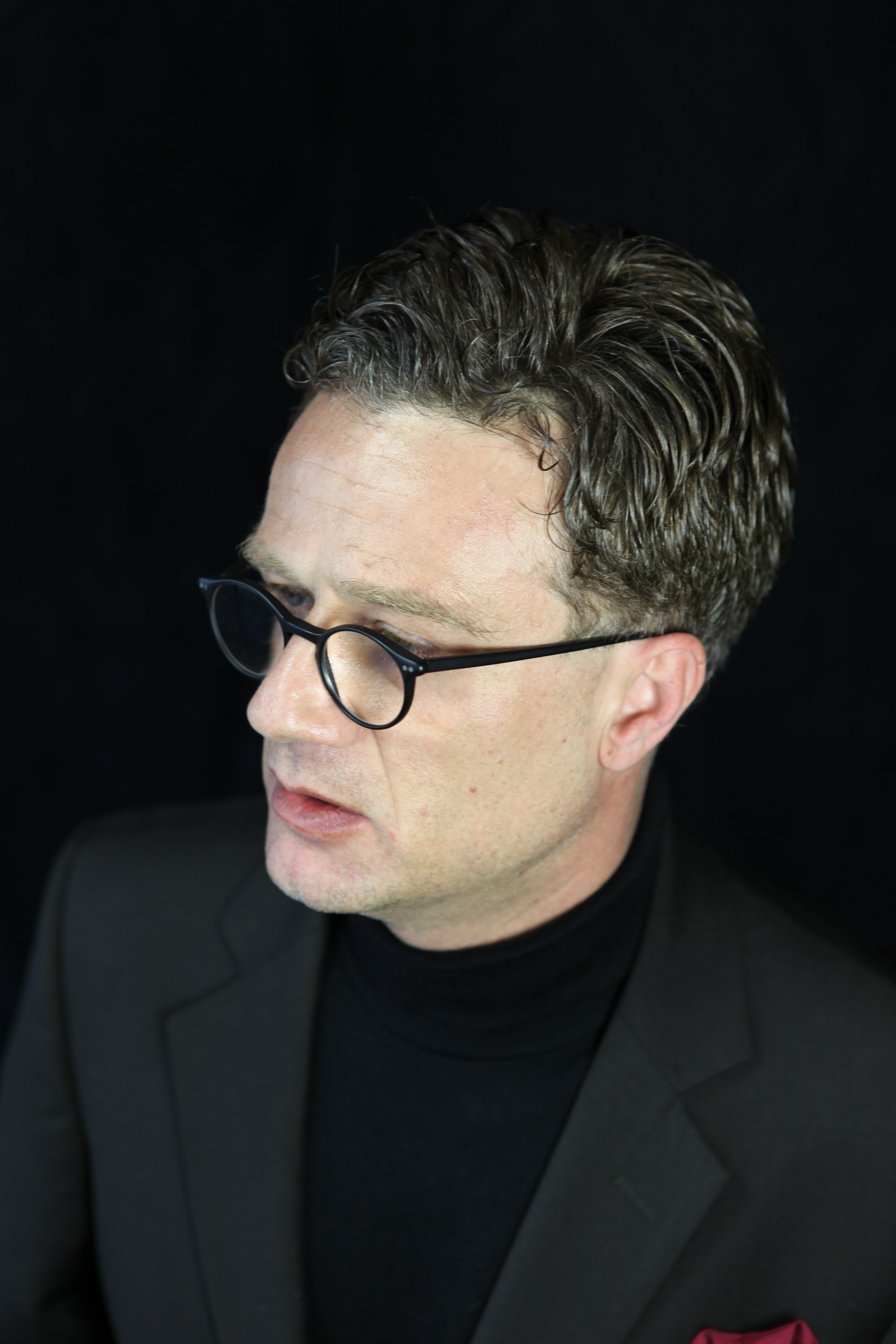
François Maher Presley

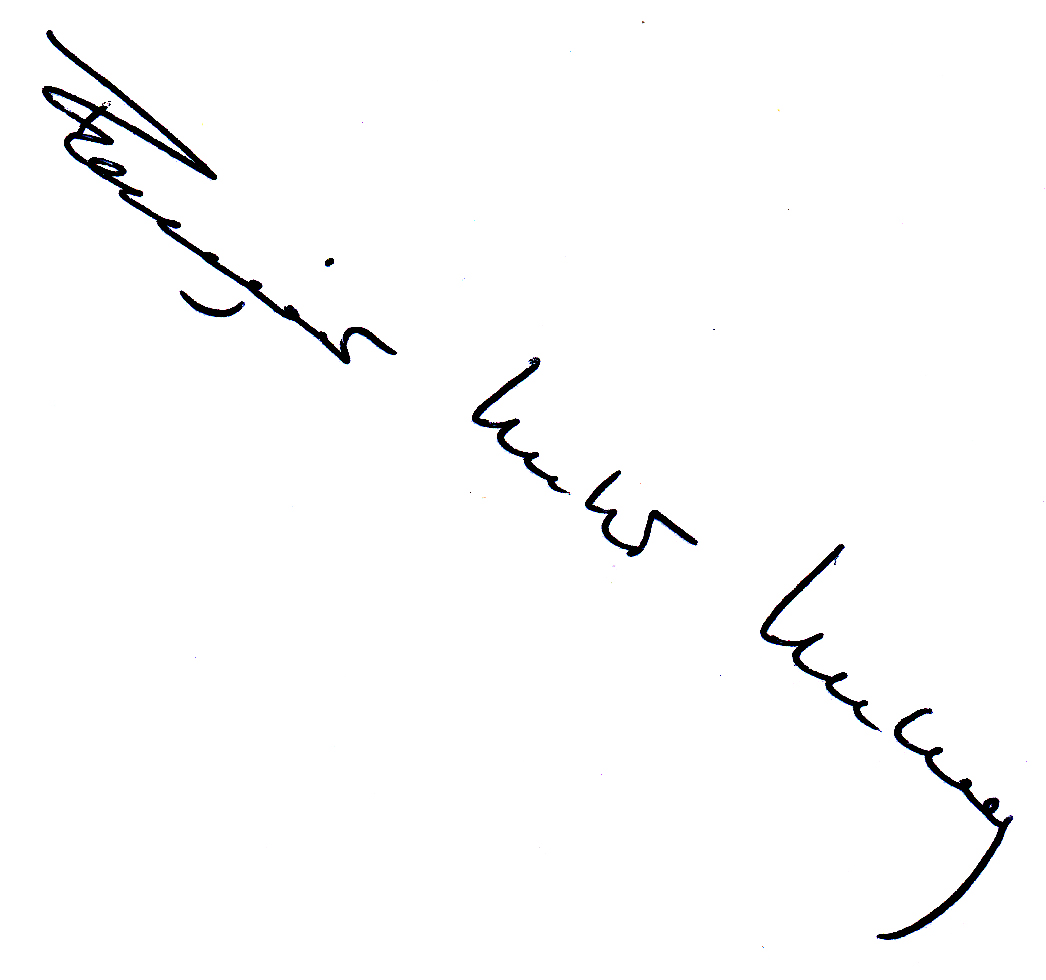
Autogramm

François Maher Presley (* 1961 in Kuwait) ist ein deutscher Autor, Essayist, Fotograf, Kurator, Kunstkritiker, Kosmopolit und Philanthrop.

## Leben
Presley, in Kuwait geboren, ist „ein gebürtiger Araber, der seine Kindheitsjahre in Syrien verbrachte“. Ab seinem sechsten Lebensjahr lebte er u. a. bei seinem Vater in Hamburg, zudem einige Jahre in Haffkrug und Escheburg. Seine Heimatstadt Damaskus, seine Mutter, verbunden mit der dortigen Familie, sah er das letzte Mal im Sommer 1974. Von seinem Vater trennte sich Presley mit 17 Jahren. Der Kontakt zu beiden Familienteilen wurde von ihm völlig eingestellt, was mit einer psychisch und körperlich sehr gewalttätig geprägten Kindheit in Beziehung steht, die er zum Teil in seinem Werktagebuch – frühe Dichtung und Prosa unter der Überschrift „Stichwortverzeichnis“, aber auch in seinem Klostertagebuch. Ein Augenblick birgt 1000 Erleben verarbeitet. Schon damals war er schriftstellerisch tätig,- allerdings mehrheitlich lyrisch.
Am 8. Mai 1980 erhielt er die deutsche Staatsbürgerschaft. Von 1979 bis 1981 schloss er eine kaufmännische Ausbildung ab, arbeitete einige Jahre, bevor er ein Studium mit einem Stipendium der Hochbegabtenförderung der Friedrich-Naumann-Stiftung für die Freiheit absolvierte. Vor dem Studium spielte er mit dem Gedanken, sich in einem Kloster vollständig der Literatur zu widmen und zog Ende Januar 1985 für einige Wochen in ein süddeutsches Benediktinerkloster, worüber er sein erstes beachtetes Buch veröffentlichte.
Presley veranstaltete etwa 120 Kunstausstellungen, darunter mit Arbeiten von Antoni Tàpies, Salvador Dalí, Joan Miró, Marc Chagall oder Rinaldo Hopf, Justus Uder, Alfred Hrdlicka und Joseph Beuys. Von Januar 1990 bis Dezember 1999 widmete er sich als Leiter von Kultur aktuell – Verein zur Förderung des kulturellen Lebens in Hamburg e. V. besonders der norddeutschen Kunstszene und von 1999 bis 2005 dem Forum Alstertal, ein Wohnprojekt mit Kultur- und Veranstaltungszentrum im Norden Hamburgs, was im Auftrage der Eigentümerin und ältesten Tochter der Hamburger Ehrenbürger Hannelore Greve und Helmut Greve Annelie Kümpers-Greve und ihres Ehemannes Rainer Kümpers erfolgte. Unter der Schirmherrschaft des Landrats von Mittelsachsen Matthias Damm konzipierte Presley eine Wanderausstellung mit dem Titel Gegen das Vergessen, die in Zusammenarbeit mit der Stiftung Gedenkstätten Buchenwald und Mittelbau-Dora in 13 Städten von Dezember 2020 bis Juni 2022 gezeigt wurde.
Darüber hinaus war Presley Chefredakteur der Zeitschriften Nord-Magazin für Kultur, Politik und Wirtschaft und Kultur in Hamburg. Hierin publizierte er u. a. unkonventionell geführte Interviews, so zum Beispiel mit Domenica Niehoff („Ich bin auch nur ein Mensch“, Mai/Juni 1990), der Europaabgeordneten Christa Randzio-Plath („Ich würde mir wünschen, dass man mehr Rücksichtnahme und Toleranz lebt…“, Juli/August 1992) oder dem Minister für Kultur und Bildung der Republik Ungarn Bertalan Andrásfalvy (September/Oktober 1991). An dem Magazin arbeitete er von Dezember 1988 bis Mai 1989 mit dem Schriftsteller Hans Eppendorfer zusammen. Der Kontakt zwischen beiden hielt fast 9 Jahre an. François Maher Presley verarbeitete die vielschichtigen Erfahrungen mit dem Mörder Eppendorfer in verschiedenen Texten sowie in der Biographie Hans Eppendorfer. Der Ledermann. Versuch einer Biographie. Hier wird Eppendorfers Verhältnis zu Domenica Niehoff, seiner Ehefrau Margret Hildebrand und Hubert Fichte dargelegt.
2005 verließ Presley Deutschland und zog nach Marrakesch in Marokko. Seit 2007 bereist er weite Teile der Welt. Viele dieser Reisen in über 100 Länder hat er u. a. in der vielbändigen Reihe Andere Länder und Kulturen oder Alles eine Welt beschrieben und dargestellt. Während seiner beruflichen Tätigkeit und seinen weltweiten Reisen, begegnete Presley u. a.:
- Bertalan Andrásfalvy, Minister für Kultur und Bildung der Republik Ungarn im Jahr 1991;[14]
- Seine Majestät Otumfuo Nana Osei Tutu II., König der Ashanti, in dessen Residenzstadt Kumasi/Ghana im Jahr 1999;[15][16]
- Prinz Khalid von Ra’s al-Chaima (Emirat), Vereinigte Arabische Emirate, im September 2007;
- Stephen Asamoah-Boateng, Minister für Tourismus und Minderheitsangelegenheiten, anlässlich der Arbeit an dem Buch Akwaaba – Willkommen in Ghana im Jahr 2007 in Accra/Ghana;

## Werk
Bis 2018 wurden Texte von François Maher Presley in bald 85 Büchern, in fünf Sprachen, Belletristik, Lyrik, Sachbüchern und auch Fotobänden veröffentlicht. Im Laufe der Jahre entstanden ungezählt viele Artikel, von denen eine Auswahl in dem Buch Mit Deutschland im Wandel. Gesellschaftspolitische Essays erschienen sind. Die Novellen Lola, Blutrot passepartiert und Die Späherin wurden von Dezső Tandori ins Ungarische übersetzt und im Világirodalmi folyóirat (Weltliteratur-Magazin) zusammen mit Texten von Friedrich Dürrenmatt, Ulla Hahn, Adolfo Bioy Casares, Sergei Dovlatov, Klas Östergren, Ferdinando Camon veröffentlicht. Diese drei Novellen befinden sich u. a. in dem Band Werktagebuch – Frühe Dichtung und Prosa, das zusammen mit seinem Erstlingswerk Klostertagebuch. Ein Augenblick birgt 1000 Erleben zur Tagebuchliteratur zu zählen ist. Daneben schrieb er anfänglich eine Vielzahl von Gedichten, die sich auch mit gesellschaftlichen Problemen auseinandersetzen und in verschiedenen Anthologien und späteren Sammlungen erschienen.
Einen weiteren Schwerpunkt seines Schaffens bildet die Reiseliteratur, die er mit eigenen Fotos illustriert. Die Fotografie nimmt seit etwa 2014 einen breiten Raum seines Schaffens ein und entwickelt sich immer mehr zum eigenen Stil. Auffällig dabei sind die „schrägen“ Bilder und die Kombination der Bildserien. Dabei geht es Presley darum, das Angebot an das Publikum herauszuarbeiten, die eigene Kreativität zu entdecken und die Welt durch einen sehr subjektiven Blick auf die Dinge zu entwickeln und zu gestalten. Er versteht Architektur nicht als statisch und allein das soziale Umfeld ihrer Bewohner prägend, sondern auch den Menschen als jemanden, der durch seine geistigen Möglichkeiten die Architektur prägt, gestaltet und entwickelt,- losgelöst von der eigentlichen Vorgabe der Architekten, Bauherrn oder den Vorgaben des Städtebaus. Ungezählt viele Fotos wurden als Postkarten, Postkartenbücher oder in Kalendern veröffentlicht.
Während eines mehrmonatigen Aufenthaltes im Jahr 2016 in Waldheim (Mittelsachsen) kam er mit der dortigen Justizvollzugsanstalt Waldheim, der Justizvollzugsanstalt Zeithain und der Justizvollzugsanstalt Dresden in Kontakt sowie mit den Resozialisierungsmaßnahmen im Strafvollzug. Einige seiner Publikationen beschäftigen sich auch mit diesem Themenkreis, darunter der herausgegebene Band Resozialisierung durch Kunst und Kultur. Entwicklungen im Strafvollzug. Die zu diesem Buch begleitende Ausstellung wurde in Dresden, Mittweida und Waldheim gezeigt, wo sie zuletzt über die vom Autor initiierte Kulturstiftung eine eigene Ausstellungsgalerie erhielt. Ebenso schrieb er drei Bücher über die Kleinstadt in Mittelsachsen (Waldheim in Mittelsachsen, Waldheim Top 25, Mord in Waldheim. Es war einmal im Zschopautal), sowie das Kinderbuch Françoise und der Königliche Geschichtenerzähler, das ebenso in Waldheim und dessen Umgebung spielt, vertont und zu dem von Mittelsächsischer Kultursommer e. V. eine Theaterfassung in Auftrag gegeben wurde. Ein weiteres Kinderbuch spielt im mittelsächsischen Schloss Rochsburg. Der Kleinstadt Waldheim widmete er verschiedene Fördermaßnahmen seiner Stiftung, wie auch anderen Kleinstädten in ganz Mittelsachsen (u. a. Döbeln, Geringswalde, Freiberg, Kriebstein, Roßwein, Zettlitz, Hainichen, Flöha).
2017 kam Presley mit der Lama und Li Gotami Govinda Stiftung in Kontakt, damit auch mit dem Werk Lama Anagarika Govindas, zu dem Presley in verschiedenen seiner in Sachsen entstandenen Bücher Stellung bezieht. Presley gehört zu den Initiatoren, die das Andenken an den Waldheimer „Weltbürger“ in Sachsen bewahren. Über Presley und Govinda wurde in diesem Zusammenhang von Birgit Zotz in der Broschüre Ein Weitgereister kehrt zurück, Texte zur Beisetzung von Asche Lama Govindas in Waldheim 2018, festgestellt: „Beide Persönlichkeiten sind Grenzgänger, die konventionelle Schranken überschreiten, um als Reisende durch die Kulturen und Disziplinen der Kunst in Bewegung zu bleiben.“ In den Publikationen Waldheim in Mittelsachsen, Waldheim Top 25, Tibets Sachse, Ernst Hoffmann wird Lama Govinda, Mord in Waldheim und Ein Weitgereister kehrt zurück. Beisetzung der Asche Lama Govindas in Waldheim beschreibt Presley Leben und Wirken des bedeutenden Buddhisten oder macht ihn zum Gegenstand seiner Erzählung.
Einige seiner Veröffentlichungen oder Herausgeberschaften beschäftigen sich mit dem Leben und Werk von Georg Philipp Telemann und Barthold Hinrich Brockes. Presley war von April 1996 bis April 2002 der 1. Vorsitzende der Hamburger Telemann Gesellschaft. Er gab auch Schriften des russisch-israelischen Musikpädagogen Michael Goldstein heraus, aus dem Nachlass von Gudrun von Brockhusen, der ersten Frau von Hans Hartmut Hindenburg von Brockhusen, einem Enkel des Reichspräsidenten Paul von Hindenburg, der letzten Lebensgefährtin von Michael Goldstein. Gudrun von Brockhusen und Presley verband von 1991 bis zu ihrem Tod in 2007 eine Großmutter-Enkel-Beziehung. Der Autor widmete ihr die Bände Telefonat mit Baronin und Telefonat mit Baronin II.
Seine Novellen und lyrischen Arbeiten wurden u. a. von Michael Haller (Denkspiele), Bernhard G. Lehmann (Werktagebuch: Frühe Dichtung und Prosa und Mallorca – Wirklichkeit oder Traum), Ekkehart Stark und Ralf Schneider oder Winfried Wolk (Erwachen – Assoziationen auf Lanzarote) illustriert. Zudem war sein Leben Gegenstand unterschiedlicher Werke (z. B. seitens Gertraud Wendlandt, Ane Königsbaum (Fotografin), Rinaldo Hopf (Popart Künstler), Winfried Wolk oder Otto Quirin). Gemeinschaftsproduktionen gab es u. a. mit der Bildhauerin Iris Rousseau und dem Maler Petr Wiesner (Liebesgedichte) und dem Maler sowie Grafiker Willibrord Haas (Tomas – Aus dem Leben eines Callboys).
Mit seinen 2018 und 2019 publizierten Erzählungen Gedanken zum Strand und 17 Leben, den darin tief charakterisierten Personen, Archetypen der deutschen Gegenwart, die zeitlosen Reflexionen mit immer wieder aktuellen Anspielungen, mit der Kunst, das nicht Zusammenhängende in einen organischen Zusammenhang zu bringen. Hiermit entwickelt Presley seine eigene erzählerische Linie.

## Werke

### Sachbücher
- Hans Eppendorfer. Der Ledermann. Versuch einer Biographie. in-Cultura.com, Hamburg 2018, ISBN 978-3-930727-57-5.
- Nil Impressionen. Hrsg. von Kai Mathias Eckmann. in-Cultura.com, Hamburg 2018, ISBN 978-3-930727-48-3.
- Tierwelt Südafrika / Wildlife South Africa. Marloth + Kruger National Park. in-Cultura.com, Hamburg 2018, ISBN 978-3-930727-63-6.
- Waldheim Top 25. Hrsg. von Gaby Zemmrich. in-Cultura.com, Hamburg 2017, ISBN 978-3-930727-55-1.
- Reisen und Speisen. Hrsg. von Kai Mathias Eckmann. in-Cultura.com, Hamburg 2016, ISBN 978-3-930727-50-6.
- Islam und Deutschland: Tor des Islamismus in die westliche Welt? in-Cultura.com, Hamburg 2015, ISBN 978-3-930727-27-8.
- Waldheim in Mittelsachsen. Hrsg. von Jörg Wolfgang Krönert. in-Cultura.com, Hamburg 2015, ISBN 978-3-930727-44-5.
- Bildhauerei. Der lange Weg am Beispiel einer Bronze. in-Cultura.com, Hamburg 2014, ISBN 978-3-930727-40-7.
- Mit Deutschland im Wandel. Gesellschaftspolitische Essays 1999–2011. Eingeleitet von Matthias H. Rauert. in-Cultura.com, Hamburg 2013, ISBN 978-3-930727-32-2.
- Akwaaba – Willkommen in Ghana. Hrsg. von Gerhard Buchmann. in-Cultura.com, Hamburg 2007, ISBN 978-3-930727-18-6.

### Reiseliteratur
- Asien. Sag immer ja zum Leben, niemals nein. Reiseerzählungen durch sieben asiatische Städte Taipeh, Shanghai, Hongkong, Kuala Lumpur, Siem Reap (Angkor), Luang Prabang, Bangkok. Hrsg. von Jörg Wolfgang Krönert. in-Cultura.com, Hamburg 2016, ISBN 978-3-930727-52-0.
- Andere Länder und Kulturen. Band 6: Kunst und Kultur als Teil des Lebens. Hrsg. von David Eschrich. in-Cultura.com, Hamburg 2015, ISBN 978-3-930727-47-6.
- Andere Länder und Kulturen. Band 5: Reisen ohne Grenzen. Hrsg. von David Eschrich. in-Cultura.com, Hamburg 2014, ISBN 978-3-930727-38-4.
- Mallorca. Hrsg. von Jörg Wolfgang Krönert. in-Cultura.com, Hamburg 2014, ISBN 978-3-930727-35-3.
- Andere Länder und Kulturen. Band 4: Die Vergangenheit ist die Gegenwart. Hrsg. von David Eschrich. in-Cultura.com, Hamburg 2013, ISBN 978-3-930727-30-8.
- Marrakesch – Leben in einem Riad. Hrsg. von Rena Dettmann, Stephan Puteick. in-Cultura.com, Hamburg 2013, ISBN 978-3-930727-29-2.
- Ein Riad in Marrakesch. Hrsg. von Peter Bergmann. in-Cultura.com, Hamburg 2013, ISBN 978-3-930727-37-7.
- Mystisches Marrakesch. Leben in einer anderen Zeit. Hrsg. von David Eschrich. in-Cultura.com, Hamburg 2013, ISBN 978-3-930727-31-5.
- Andere Länder und Kulturen. Band 3: Asienreise mit der Queen Mary 2. Hrsg. von David Eschrich. in-Cultura.com, Hamburg 2011, ISBN 978-3-930727-21-6.
- Mein Marokko. Hrsg. von Peter Bergmann. in-Cultura.com, Hamburg 2011, ISBN 978-3-930727-24-7.
- Andere Länder und Kulturen. Band 2: Alles eine Welt. Hrsg. von David Eschrich. in-Cultura.com, Hamburg 2010, ISBN 978-3-930727-20-9.
- Andere Länder und Kulturen. Band 1: Reiseberichte und Impressionen. Hrsg. von David Eschrich. in-Cultura.com, Hamburg 2004, ISBN 3-930727-17-X.

### Belletristik, Lyrik und Autobiografisches
- Der Reisende. in-Cultura.com, Hamburg 2022, ISBN 978-3-930727-62-9.
- Ich im Du. in-Cultura.com, Hamburg 2022, ISBN 978-3-930727-60-5.
- Kater Arthur von Schloss Rochsburg. in-Cultura.com, Hamburg 2020, ISBN 978-3-930727-69-8.
- Prinzessin Françoise und der Königliche Geschichtenerzähler. in-Cultura.com, Hamburg 2019, ISBN 978-3-930727-59-9.
- 17 Leben. Roman. in-Cultura.com, Hamburg 2019, ISBN 978-3-930727-43-8.
- Gedanken zum Strand. Eine malloquinische Erzählung. in-Cultura.com, Hamburg 2018, ISBN 978-3-930727-61-2.
- Mord in Waldheim. Es war einmal im Zschopautal. in-Cultura.com, Hamburg 2018, ISBN 978-3-930727-56-8.
- Indien – Farben und Gesichter. Hrsg. von Jörg Wolfgang Krönert. in-Cultura.com, Hamburg 2017, ISBN 978-3-930727-36-0.
- Mallorca. in-Cultura.com, Hamburg 2017, ISBN 978-3-930727-58-2.
- Telefonat mit Baronin. Band 2. in-Cultura.com, Hamburg 2014, ISBN 978-3-930727-33-9.
- Myanmar Begegnungen. in-Cultura.com, Hamburg 2014, ISBN 978-3-930727-39-1.
- Klostertagebuch. Ein Augenblick birgt 1000 Erleben. Eingeleitet von Matthias H. Rauert. in-Cultura.com, Hamburg 2013, ISBN 978-3-930727-28-5.
- Telefonat mit Baronin. Band 1. in-Cultura.com, Hamburg 2012, ISBN 978-3-930727-25-4.
- Werktagebuch – frühe Dichtung und Prosa. Eingeleitet und mit einem Nachwort von Matthias H. Rauert. Hrsg. von David Eschrich. in-Cultura.com, Hamburg 2012, ISBN 978-3-930727-23-0.
- Liebesgedichte. Hrsg. von David Eschrich. in-Cultura.com, Hamburg 2010, ISBN 978-3-930727-22-3.
- Tomas – aus dem Leben eines Callboys. „Kultur in Hamburg“ Verlagsgesellschaft, Hamburg 1999, ISBN 3-930727-12-9.
- Mallorca – Wirklichkeit oder Traum. Hrsg. von Jörn Eckmann. in-Cultura.com, Hamburg 1995, ISBN 3-930727-01-3.
- Denkspiele. Surreale Kurzgeschichten. „Kultur in Hamburg“ Verlagsgesellschaft, Hamburg 1992, ISBN 3-930727-03-X.
- Ein Augenblick birgt 1000 Erleben. Reidar-Verlag, Hamburg 1987, ISBN 3-924848-05-X. (als: Klostertagebuch. 2. überarbeitete Auflage, 2013).

### Bildbände
- Alles eine Welt. in-Cultura.com, Hamburg 2020, ISBN 978-3-930727-71-1.
- Alles eine Welt II. in-Cultura.com, Hamburg 2022, ISBN 978-3-930727-73-5.
- Alles eine Welt III. Hrsg. Kai Eckmann. in-Cultura.com, Hamburg 2023, ISBN 978-3-930727-74-2.
- Men - Nature. in-Cultura.com, Hamburg 2022, ISBN 978-3-930727-75-9.

### Herausgeberschaften
- Resozialisierung durch Kunst und Kultur. Entwicklungen im Strafvollzug. Hrsg. von François Maher Presley und Jörg Wolfgang Krönert, Beiträge von Frank Czerner, Sebastian Gemkow, Anja Kirsten, Ingo Ließke, François Maher Presley, Ramona Sonntag, Gunther Spahn und Mathias Weilandt, in-Cultura.com, Hamburg 2017, ISBN 978-3-930727-54-4.
- Michael Goldstein: Peter Stoljarski Pjotr Solomonowitsch Stoljarski. Der Violin-Pädagoge und seine Fabrik der Talente in Odessa. Aus dem Nachlass herausgegeben und mit einem Vorwort von François Maher Presley. in-Cultura.com, Hamburg 2015, ISBN 978-3-930727-34-6.
- Ursula Willer: Jahre wie damals. Herausgegeben, bearbeitet und mit einer Einleitung von François Maher Presley. in-Cultura.com, Hamburg 2015, ISBN 978-3-930727-51-3.
- Georg Philipp Telemann. Die Hamburger Jahre. Herausgegeben und mit Texten von François Maher Presley. in-Cultura.com, Hamburg 2014, ISBN 978-3-930727-41-4.
- 75 Jahre Bürgerverein Wellingsbüttel. Hrsg. und mit Beiträgen von François Maher Presley. Mit Beiträgen von Jürgen Kux, Hartwig Fiege u. a. „Kultur in Hamburg“ Verlagsgesellschaft, Hamburg 1996, ISBN 3-930727-06-4.
- 700 Jahre Alstertal 1296–1996: Alstertaler Künstler stellen sich vor. Hrsg. von François Maher Presley, Antje Wilke, Ursula Willer. Mit einem Vorwort von Christina Weiss. „Kultur in Hamburg“ Verlagsgesellschaft, Hamburg 1996, ISBN 3-930727-05-6.

### Kunstkataloge (Auswahl)
- Fünf Jahre Engagement in Sachsen. Festschrift. in-Cultura.com, Hamburg, 2019, ISBN 978-3-930727-67-4.
- 75 Jahre Ekkehart Stark. Festschrift. in-Cultura.com, Hamburg 2022, ISBN 978-3-930727-65-0.
- Justus Uder. Hrsg. François Maher Presley Stiftung für Kunst und Kultur. in-Cultura.com, Hamburg 2019, ISBN 978-3-930727-66-7.
- Kunsttreppe im Museum Waldheim. Zeitgenössische Graphik. Hrsg. François Maher Presley Stiftung für Kunst und Kultur. in-Cultura.com, Hamburg 2019, ISBN 978-3-930727-43-8.
- Ekkehard Stark – Aquarelle, Öl, Zeichnung. Vorwort von François Maher Presley. in-Cultura.com, Waldheim 2016, ISBN 978-3-930727-70-4.
- Jörn Konrad. Vorwort von Christine Dorothea Holzig, Einführung von François Maher Presley, Galerie Friederike Völker, Hamburg 1999.
- Otto Quirin. Vorwort von Alexander Stuhlmann, Vorsitzender des Vorstandes der Hamburgischen Landesbank, Girozentrale, Einleitung François Maher Presley, Hamburgische Landesbank, Hamburg 1999.
- Otto Quirin. Grußwort von Bürgermeister Henning Voscherau zum 70. Geburtstag von Otto Quirin. Vorwort von François Maher Presley. „Kultur in Hamburg“" Verlagsgesellschaft, Hamburg 1997, ISBN 3-930727-07-2.
- walking – Bernhard G. Lehmann. Texte von Uwe Lempelius, François Maher Presley, Marion Janet Deike, „Kultur in Hamburg“ Verlagsgesellschaft, Hamburg 1994, ISBN 3-930727-02-1.

### Beteiligungen/Anthologien
- Ein weitgereister kehrt zurück: Texte zur Beisetzung von Asche Lama Govindas in Waldheim 2018. Hrsg. Birgit Zotz. Edition Haberland, München 2022, ISBN 978-3-96025-012-8.
- Gegen das Vergessen. Hrsg. François Maher Presley Stiftung für Kunst und Kultur. in-Cultura.com, Hamburg 2020, ISBN 978-3-930727-45-2.
- Ein Weitgereister kehrt zurück. Wege der Asche Anagarika Govindas. Hrsg. Birgit Zotz. Edition Habermann, München 2018, ISBN 978-3-96025-014-2.
- Tibets Sachse. Ernst Hoffmann wird Lama Govinda. Anagarika Govinda. Hrsg. von Birgit Zotz. Edition Habermann, München 2016, ISBN 978-3-96025-007-4.
- Wellingsbüttel gestern und heute. Hrsg. von Ursula Willer. in-Cultura.com, Hamburg 2016, ISBN 978-3-930727-49-0.
- Georg Philipp Telemann. Eine hamburgische Stiftung. in-Cultura.com, Hamburg 2014, ISBN 978-3-930727-42-1.
- Georg Philipp Telemann in Hamburg (1721–1767): Dokumente erzählen Geschichte(n) Eine Ausstellung der Hamburger Telemann-Gesellschaft und der Staats- und Universitätsbibliothek Hamburg, 19. August bis 2. Oktober 1998. Hrsg. von der Hamburger Telemann-Gesellschaft e. V. Mit einem Geleitwort von François Maher Presley und Beiträgen von Annemarie Clostermann, Krista Sager, Horst Gronemeyer. „Kultur in Hamburg“ Verlagsgesellschaft, Hamburg 1998, ISBN 3-930727-08-0.
- Wellingsbütteler Impressionen. Hrsg. von Ursula Willer. „Kultur in Hamburg“ Verlagsgesellschaft, Hamburg 1999, ISBN 3-930727-11-0.
- 75 Jahre Bürgerverein Wellingsbüttel. Kultur in Hamburg Verlagsges. mbH, Hamburg 1996, ISBN 978-3-930727-06-3.
- Világirodalmi folyóirat. Nagy Vilag. Budapest 1992, HU ISSN 0547-1613.
- Berlin und ich – eine Anthologie. Bernhard Sowinski (Hrsg.). Dümmer-Verlag, Bonn 1987, ISBN 3-427-91201-9.
- Zwischen den Zeilen das Leben. VfA Verlag freier Autoren, 1987, ISBN 3-88611-046-X.
- Gaukes Jahrbuch ’87. Gauke GmbH – Verlag für Sozialökonomie, Kiel 1986, ISBN 3-87998-067-5.
- Lyrik heute. Czernik-Verlag „Edition L“, Loßburg 1985, ISBN 3-924600-29-5.
- Lyrik 84/85. El’Leu, Zürich 1986, ISBN 3-85667-017-1.
- Autoren stellen sich vor 1/86. Czernik-Verlag „Edition L“, Loßburg 1986.
- Sprich von heute – schweig von morgen. Verlag Bert Schlender, Göttingen 1986, ISBN 3-88051-101-2.
- Zeit, die Flügel zu erproben. Verlag Bert Schlender, Göttingen 1986, ISBN 3-88051-108-X.
- Männer schreiben neue Liebesgedichte. Verlag Bert Schlender, Göttingen 1983, ISBN 3-88051-037-7.

### Mitgewirkt
- Ich war nie wie die anderen / Aus der Küche in die Topetagen der internationalen Businesswelt. Wilma Bosse, teilweise bearbeitet und beraten: François Maher Presley, Pro Business 2016, ISBN 978-3-86460-554-3.
- Schultererkrankungen Patientenbuch / Antworten auf die häufigsten Fragen aus dem Alltag meiner Praxis. Thomas von Rothkirch, Umschlaggestaltung und Bearbeitung: François Maher Presley, in-Cultura.com, Hamburg 2009, ISBN 978-3-930727-19-3.
- Für Hans Werner Henze / Eine Skulptur. Bernhard G. Lehmann, Umschlaggestaltung François Maher Presley, in-Cultura.com, Hamburg 2005, ISBN 3-930727-14-5.

### Vertonungen/Schauspiel
- David Meyer: Prinzessin Françoise und der Königliche Geschichtenerzähler, Hamburg 2020, ISBN 978-3-930727-68-1. Eingespielt vom Kinderchor der Oper Leipziger, Leitung Sophie Bauer 2019.
- Norbert Hein/Thomas Kühn: Prinzessin Françoise und der Königliche Geschichtenerzähler. Premiere in Kriebstein auf der „Burg der Märchen“ Juli 2022.[26]

## François Maher Presley Stiftung für Kunst und Kultur

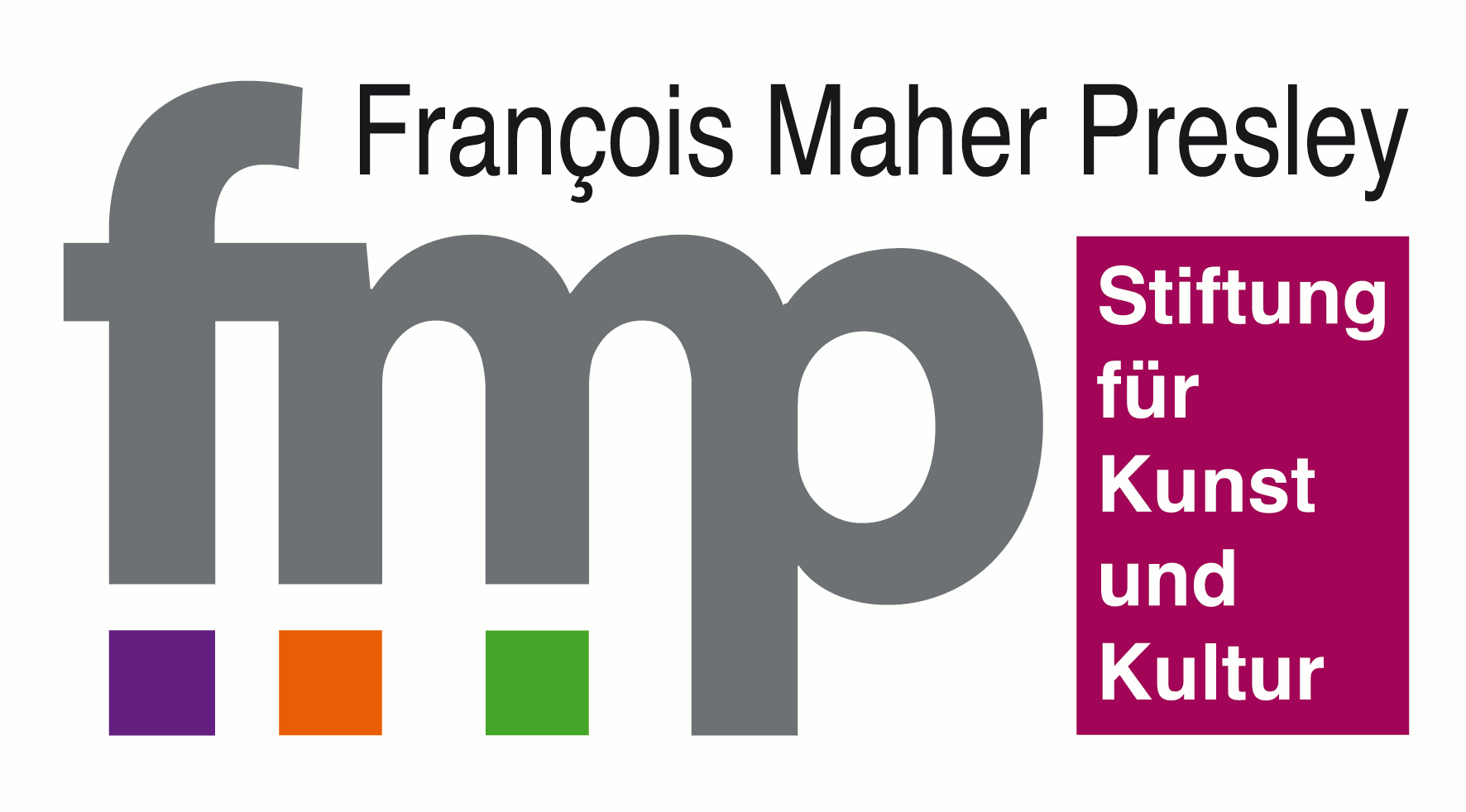
François Maher Presley Stiftung Logo

Presley ist Initiator der François Maher Presley Stiftung für Kunst und Kultur und ist deren Vorstandsvorsitzender. Die Stiftung widmet er sich unter anderem der Vermittlung kultureller Werte an Kinder und Jugendliche.

## Ehrenamtliche Tätigkeiten
- 1990 bis 1999 Vorsitzender von Kultur aktuell – Verein zur Förderung des kulturellen Lebens in Hamburg e. V.
- 1996 bis 2002 1. Vorsitzender der Hamburger Telemann Gesellschaft
- 2000 bis 2006 1. Vorsitzender von Akwaaba e. V.
- Seit 2013 Vorstand der „Telemann-Stiftung“[30]
- Seit 2016 Vorstandsvorsitzender der François Maher Presley Stiftung für Kunst und Kultur
- Seit 2017 Mitglied des Kuratoriums der „Stiftung Mittagskinder“[31]

## Mitgliedschaften
- Verwertungsgesellschaft Wort (VG Wort)
- Verwertungsgesellschaft Bild-Kunst (VG Bild-Kunst)
- Hamburger Autorenvereinigung